# Andreas Nicolai Bothniensis
Andreas Nicolai (Bothniensis), född 1590 i Skellefteå socken och död troligen i slutet av 1653 i Lövångers socken, var svensk präst och riksdagsman.

## Om hans namn
Andreas Nicolai är en latinisering av det svenska Anders Nilsson. ”Bothniensis” är inte ett tillnamn i modern mening utan en för präster tidstypisk, latiniserad geografisk angivelse av ursprungs-, landskaps- eller bostadsort, i det här fallet Bottnen (på latin Bothnia), som omfattade nuvarande Västerbottens län och Norrbottens län i Sverige och landskapen Österbotten, Mellersta Österbotten, Norra Österbotten, Södra Österbotten och Lappland i Finland. Ännu vid 1600-talets mitt använder ju de flesta präster inte tillnamn eller släktnamn.
Andreas Nicolai kallas i Härnösands stifts herdaminne ”uppenbart anakronistiskt Burman, vilket släktnamn bars av en dotter”, inte av honom själv.

## Biografi
Andreas Nicolai var son till skattebonden i Bure i Skellefteå Nils Andersson och hustrun Mariet Andersdotter. (Byn Bure är ursprunget till den nuvarande församlingen Bureå.) Båda föräldrarna tillhörde den så kallade Bureätten och finns därför medtagna i fornforskaren Johan Bures stora släktbok från 1600-talets första årtionde. Johan Bure anger däri att Anders var ”Dj.[äkne] i Vpsala”, alltså gick i skola där. Eftersom ”djäkne” inte användes om universitetsstuderande gick han då troligen i katedralskolan i Uppsala. Han skrevs den 9 februari 1612 in vid Uppsala universitet som ”Andreas Nicolai Bothniensis”.
Bygdéns herdaminne anger, utan angivande av källa, att Andreas Nicolai fötts år 1590, att han 1623 nämns som komminister i Lövånger och 1626 som komminister i Bygdeå. Han måste ha prästvigts omkring 1616, vilket framgår av Uppsala domkapitels protokoll den 17 april 1637. Då anhöll Lövångersborna om att efter sin avlidne kyrkoherde Christopherus Olai få till ny kyrkoherde antingen deras nuvarande kaplan eller ”Her Anders Nicolaj Capellan i Bygdöö, som till ett och tiugu åhr hadhe tient in Ministerio [det vill säga hade varit präst i 21 år], till hwilken the hadhe ett stort behagh medhan han är een skickeligh Man bådhe i Lärdhom och lefwerne och hadhe tilforene tient ther i församblingen; är ock i Swågerskap medh Sal[ig] H. Christophers Effterleeffwerska”. Prosten i Umeå, Olaus Petri Niurenius, rekommenderade i en egen skrivelse Andreas Nicolai, som fick tjänsten.
Andreas Nicolai tillträdde Lövånger 1638. Han skriver på latin under socknens mantalslängd 1642 som ”Andreas Nicolaj Bothniensis Lefangerensis Pastor” (”Anders Nilsson från Bottnen, kyrkoherde i Lövånger”). Han anges då ha erlagt mantalspenning för sig, sin hustru, en dotter, tre tjänstedrängar och fem tjänstepigor. Dottern måste ha varit minst tolv år gammal, vilket 1642 var lägsta åldersgränsen för mantalsskrivning.
”Dn. [det vill säga ’dominus’, ’herr’] Andreas Nicolai Bothniensis p[astor] in Lofånger” var vid riksdagen i Stockholm 1643 en av de åtta riksdagsmännen från Uppsala ärkestift (som då fortfarande inbegrep även Västerbotten och Norrbotten).
Andreas Nicolai ”[s]ynes hafva dött i slutet af 1653”, enligt Bygdén.

## Äktenskap
Andreas Nicolai var gift två gånger. Första hustrun var Brita Nilsdotter (Trast), dotter till kyrkoherden i Bygdeå Nicolaus Petri Turdinus och syster till Karin, änka efter den föregående kyrkoherden i Lövånger. Hans andra hustru var Brita, dotter till kyrkoherden i Segersta-Hanebo pastorat i Hälsingland Petrus Erici och dennes hustru Elisabet Karlsdotter. Elisabet var dotter till Carolus Henrici i Tuna socken, Medelpad, stamfar för Brömssläkten från södra Norrland.